# Myjava (rivière)
La rivière Myjava est une rivière de République tchèque et de Slovaquie d'une longueur de 84 km. Elle se jette dans la Morava à Kúty.

## Source de la traduction
- (de) Cet article est partiellement ou en totalité issu de l’article de Wikipédia en allemand intitulé « Myjava (Fluss) » (voir la liste des auteurs).